# ياسين سلماني
ياسين سلماني (بالفارسية: یاسین سلمانی) هو لاعب كرة قدم إيراني، ولد في 27 فبراير 2002 في جرجان في إيران. لعب مع نادي سباهان أصفهان.

## وصلات خارجية
- ياسين سلماني على موقع قاعدة بيانات كرة القدم.إي يو (الإنجليزية)
- ياسين سلماني على موقع Soccerway.com (الإنجليزية)
- ياسين سلماني على موقع عالم كرة القدم.نت (الإنجليزية)